# Филипп (Салиба)
Митрополи́т Фили́пп (англ. Metropolitan Philip; в миру Абдалла Салиба, араб.  عبدالله صليبا‎, англ. Abdullah Saliba; 10 июня 1931, Абу-Мизан, Горный Ливан — 19 марта 2014, Форт-Лодердейл, Флорида) — епископ Антиохийской православной церкви, предстоятель самоуправляемой Антиохийской Православной Архиепископии Северной Америки с титулом «архиепископ Нью-Йоркский, митрополит всей Северной Америки».
Под его руководством Архиепископия значительно возросла: если в начале его служения она насчитывала 65 приходов, то в конце его жизни — уже 266, что было связано как с приростом мигрантов, так и с активной миссионерской деятельностью.

## Биография
Родился 10 июня 1931 года в деревне Абу-Мизан в Ливане в православной семье, был четвёртым из пяти детей Илии и Салимы Салиба. Окончил Шуэйрскую начальную школу. В деревне не было своей церкви, и на большие праздники — в особенности на Рождество Христово и Пасху — Абдалла с младшим братом Наджибом отправлялись ночью в Ильинский монастырь
Завершив обучение в начальной школе Шуир, юноша в 14-летнем возрасте поступил в православную Баламандскую духовную семинарию, располагавшуюся в Баламандском монастыре в Ливане. При поступлении в монастырь и семинарию был наречён именем Филипп. В 1947 году окончил данную семинарию с отличием. Светское образование Абдуллах продолжил в высшей православной гимназии в Хомсе в Сирии, которую окончил в 1949 году.

### Диакон
6 августа 1949 года Антиохийский Патриарх Александр III рукоположил уже избравшего монашество 18-летнего богослова в сан диакона, назначив его своим секретарём.
В 1951 году окончил Азиатский колледж в Дамаске. В 1952 году он был назначен преподавателем арабского языка и литературы и студенческим советником Баламандской духовной семинарии.
Получил стипендию и приглашение учиться в Великобритании в Келэмской богословской школе и Лондонском университете.
К середине 1950-х годов он осознаёт, что основным местом его служения станут Соединенные Штаты Америки, для жителей которых, по его замечанию, Православие оставалось «экзотической загадкой». В 1956 году прибыл в США, где был зачислен в православную богословскую школу Святого Креста в Бруклайне, штат Массачусетс.
Будучи затем приписан к Георгиевскому храму в Детройте, поступил в Университет Уэйна, который окончил в 1959 году со степенью бакалавра искусств (Bachelor of Arts).

### Священник
1 марта 1959 года митрополит Антоний (Башир) рукоположил его в сан священника и назначил настоятелем церкви святого Георгия в Кливленде, штат Огайо.
Служа в этом качестве, он завершил строительство образовательного и культурного приходского центра. Он также служил на многих религиозных и гражданских должностях в Кливленде, в том числе в Восточно-православном Совете социального обеспечения, комиссии по телевидению и радио Кливлендской Федерации церквей и гражданском комитете мэра.
Брат митрополита Филиппа доктор Наджиб Салиба вспоминал: «Казалось, он был занят 24 часа в сутки: не только служил, но сам был и секретарём, и миссионером, психологом и семейным консультантом для своих прихожан, преподавал им основы Православия, сам собирал средства на храм и занимался издательской деятельностью».
Продолжил богословское образование в магистратуре православной Свято-Владимирской духовной семинарии в Крествуде, штат Нью-Йорк, которую окончил в 1965 году со степенью магистра богословия.
Будучи знатоком по Ближневосточным вопросам, стал членом Комитета по Ближневосточной политике США.
В марте 1966 года специальный съезд Антиохийской архиепископии, собравшийся по случаю смерти её предстоятеля, митрополита Антония (Башира), выдвинула Филиппа Салибу его преемником с титулом «архиепископ Нью-Йоркский и митрополит всей Северной Америки».
В июле того же года временно управляющим Нью-Йоркской епархией, митрополитом Трипольским Илиёй (Корбаном), был возведён в сан архимандрита.
5 августа 1966 года Священным Синодом Антиохийской православной церкви избран митрополитом Американским.

### Митрополит Американский
14 августа того же года в Ильинском монастыре на Шуэйре в Ливане патриархом Феодосием IV хиротонисан во епископа с возведением в сан митрополита Американского. 13 октября того же года последовала его интронизация в Никольском соборе в Бруклине в городе Нью-Йорк.
Встав во главе Американской митрополии Антиохийского Патриархата, направил свои усилия на достижение примирения с Толедской епархией, возглавляемой архиепископом Михаилом (Шахином), не подчинявшейся Антиохийскому Патриархату: «Долгие годы верующие двух епархий — Нью-Йоркской и Толедской (штат Огайо) — не просто враждовали по разным причинам, но и подавали в суд друг на друга. Приехав из Ливана, страны, раздираемой войной против Израиля, а несколько позже — и гражданской войной, я понял: во что бы то ни стало необходимо примирить стороны», — вспоминал митрополит. И это ему удалось: 24 июня 1975 года году иерарх совместно с митрополитом Михаилом (Шахином) подписал в Питтсбурге документ, навеки объединивший Североамериканскую архиепископию Антиохийской Православной Церкви. По утверждении этого документа 19 августа того же года Священным Синодом Патриархата митрополит Филипп стал предстоятелем объединённой Антиохийской православной Северо-Американской архиепископии.
Митрополит так строил свою миссионерскую проповедь и деятельность, чтобы наиболее естественно интегрировать Православие в жизнь людей, живущих в Америке и на Запале в целом. При нем были созданы православные организации миссионерской, благотворительной, образовательной и просветительской направленности, которые сегодня работают на уровне всеамериканского Православия — в том числе и за пределами Америки и под покровительством Епископской Ассамблеи. Именно в рамках этих организаций митрополит Филипп привлек к миссионерскому служению не одно поколение женщин и, соответственно, поднял их роль в жизни Антиохийской Церкви в США.
Поддерживал отношения с РПЦЗ, считая её канонической церковью. Так, он признал канонизацию Ксении Петербургской и Иоанна Кронштадтского и включил их в святцы Антиохийской архиепископии Северной Америки.
Встречался с президентами США Дуайтом Эйзенхауэром, Линдоном Джонсоном, Джеральдом Фордом, Джимми Картером и Рональдом Рейганом, с Римскими папами Павлом VI и Иоанном Павлом II, и со многими другими лидерами по поводу установления мира на Ближнем Востоке.
При его непосредственном содействии  в феврале 1987 года произошёл переход в Антиохийскую православную церковь около 2-х тысяч евангеликов.
В 2003 году по запросу митрополита Филиппа произошло дарование самоуправления и переустройство растущей архиепископии.
В последние годы жизни, перенеся две операции на сердце, на зиму он уезжал работать во Флориду. Исключения делал для Рождества Христова, когда возвращался в мокрый, промозглый Нью-Йорк, в кафедральный Никольский собор в Бруклине — первый административный и духовный центр Антиохийской Церкви в американской мегаполисе.
Не был безучастным и к событиям «арабской весны», названной им «холодной арабской осенью»: так, постоянно занимаясь сбором пожертвований для палестинцев, египтян, ливийцев и сирийцев, митрополит Филипп в знак протеста отказался от традиционного рождественского приглашения Барака Обамы, заметив в своем письме, обращённом к Президенту США: «Я не чувствую радости Рождества, и мне не хватает рождественского мира… да и о каком мире может идти речь, когда мои братья-митрополиты похищены, а мои сестры-монахини мучимы вне стен своего монастыря?».
Скончался вечером 19 марта 2014 года от сердечного приступа в городе Форт-Лодердейл. Патриарх Антиохийский и всего Востока Иоанн X за заслуги перед Церковью — посмертно наградил митрополита Филиппа главной церковной наградой Православной Антиохии — медалью святых апостолов Петра и Павла, основателей Антиохийской Церкви.
Отпевание митрополита Филиппа состоялось 29 марта в Николаевском кафедральном соборе Бруклина, штат Нью-Йорк. Главный собор Антиохийской Церкви в США в дождливый мартовский день заполнили сотни людей — родные и близкие почившего, духовенство, люди разных национальностей, разного происхождения и возраста.